# Nomada hakusana
Nomada hakusana är en biart som beskrevs av Kazuhiko Tsuneki 1973. Nomada hakusana ingår i släktet gökbin, och familjen långtungebin. Inga underarter finns listade i Catalogue of Life.